# Alicia Scherson

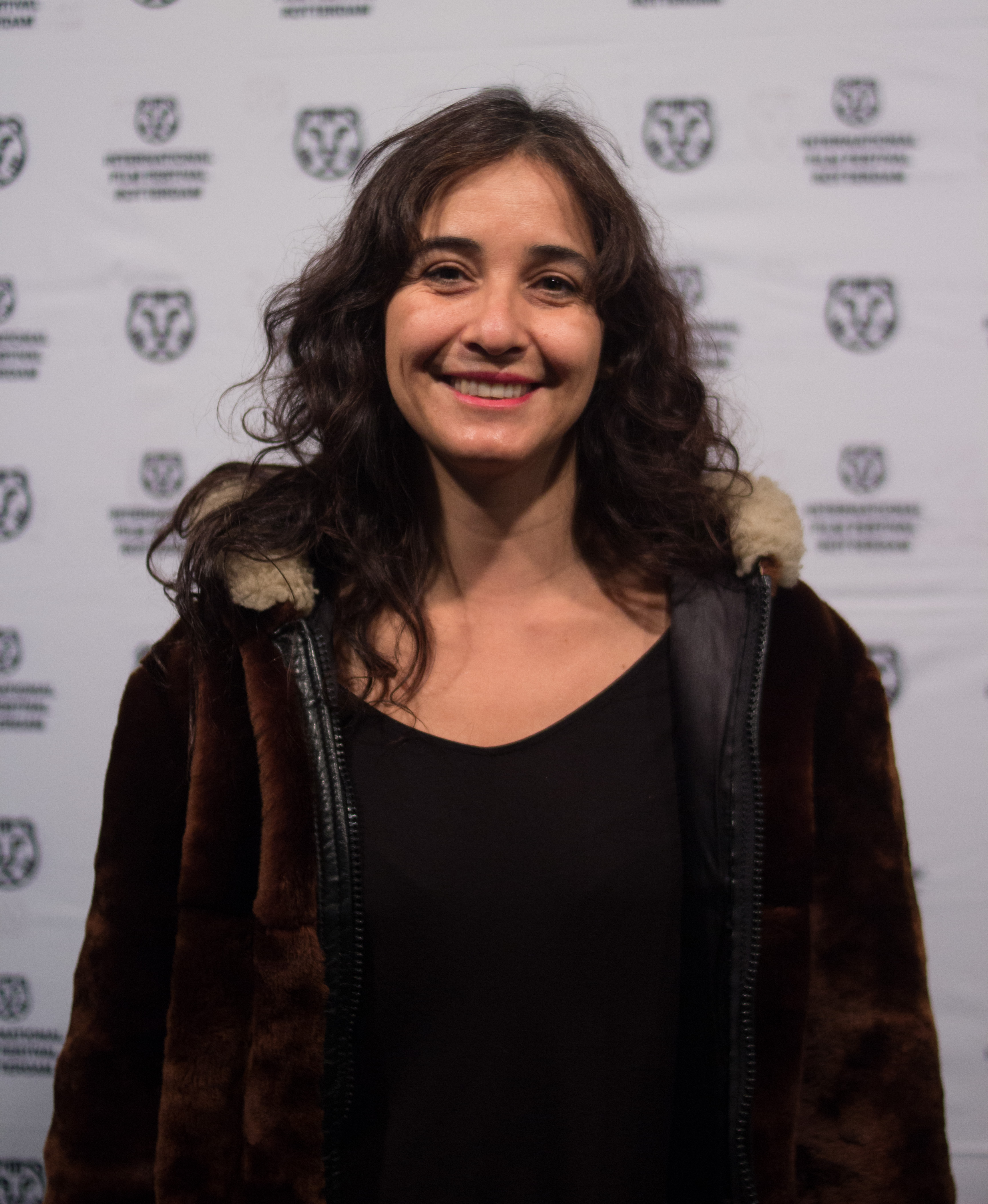
Alicia Scherson tại Liên hoan phim quốc tế Rotterdam 2017

Alicia Scherson (sinh tại Santiago, Chile, 1974) là một đạo diễn, nhà biên kịch và nhà sản xuất phim đến từ Chile.

## Tiểu sử
Scherson học làm phim ở Escuela de Cine de Cuba  và năm 1999 nhận được học bổng Fulbright để lấy bằng thạc sĩ mỹ thuật từ Đại học Illinois tại Chicago.
Bộ phim đầu tay của Scherson Play đã được trao giải Đạo diễn xuất sắc nhất tại Liên hoan phim Tribeca năm 2005. Thời báo gọi Play là "doozy of a showreel", nhưng cũng chỉ trích "cấu trúc cảm xúc sơ sài" của nó. Bộ phim thứ hai của Scherson, Tourists, đã được chọn cho Cuộc thi Tiger Awards 2009.
Scherson hợp tác với tác giả Alejandro Zambra trên Vida de Familia, một bộ phim dựa trên một trong những câu chuyện của ông. Tính năng 80 phút đã được trình chiếu tại Liên hoan phim Sundance vào tháng 1 năm 2017.

## Đóng phim

### Là một nhà văn
- Vida de Familia 2017
- 2015 El Bosque de Karadima: La Serie (phim truyền hình nhỏ) (1 tập) - "La Iniciación"
- 2015 Rara
- 2015 El Bosque de Karadima (viết)
- 2013 Il Futuro (viết)
- Ảo ảnh quang học 2009 (nhà văn)
- Khách du lịch năm 2009 (nhà văn) [9]
- Chơi năm 2005
- 2002 Khóc dưới nước (ngắn)

### Làm giám đốc
- 2017 Vida de Familia (đồng đạo diễn với Cristián Jiménez)
- 2013 Il Futuro [10]
- Khách du lịch năm 2009
- 2005 Baño de teeses (ngắn)
- Chơi năm 2005 [11]
- 2002 Khóc dưới nước (ngắn)

### Là nhà sản xuất
- 2015 Las Plantas (nhà sản xuất liên kết)
- Las Analfabetas 2013 (đồng sản xuất)
- 2011 Verano (nhà sản xuất điều hành)
- Khách du lịch năm 2009 (nhà sản xuất điều hành)
- 2002 Crying Underwater (ngắn) (nhà sản xuất)

### Là một nữ diễn viên
- 2011 Verano - Turista Sewell
- 2005 Play - Người phụ nữ tại Photomat (chưa được công nhận)
- 2001 Time's Up!

### Là một biên tập viên
- 2002 Khóc dưới nước (ngắn)
- 2002 Mi hermano y yo (phim tài liệu)

### Là một phần của bộ phận máy ảnh và điện
- 2002 Crying Underwater (ngắn) (người vận hành máy ảnh)

### Là một phần của phi hành đoàn linh tinh
- Thứ năm 2012 đến Chủ nhật (tư vấn kịch bản)

### Cảm ơn
- Thứ năm 2012 đến Chủ nhật (đạo diễn muốn cảm ơn)
- 2011 Zoológico (đạo diễn muốn cảm ơn)
- Bonsái 2011 (cảm ơn đặc biệt)
- Tàu điện ngầm 2011 Cuadrado (cảm ơn)
- Thời gian nghỉ năm 2005 (cảm ơn)